# Bataille de Camp Alleghany
Guerre de Sécession
Batailles
Campagne de Virginie-Occidentale
- Philippi
- Rich Mountain
- Corrick's Ford
- Kessler's Cross Lanes
- Carnifex Ferry
- Cheat Mountain
- Greenbrier River
- Camp Alleghany

La bataille de Camp Allegheny, aussi appelée bataille de la montagne Allegheny, s'est déroulée le 13 décembre 1861, dans le comté de Pocahontas County, Virginie (maintenant Virginie occidentale) en tant que partie des opérations de la campagne de Virginie-Occidentale pendant la guerre de Sécession.

## Contexte
En décembre, les forces confédérées sous les ordres du colonel Edward Johnson occupent le sommet de la montagne Allegheny pour défendre Staunton and Parkersburg Turnpike. Une force de l'Union sous les ordres du brigadier général Robert H. Milroy attaque Johnson au lever du jour le 13 décembre 1861.

## Bataille
Sous un vent glacial, le combat dure une bonne partie de la matinée pendant que chaque camp manœuvre sur les pentes couverts de champs et de bois pour prendre l'avantage. Sur le flanc droit, Milroy positionne un importante force dans une clairière de la montagne, parmi les troncs couchés, les souches et les broussailles, qui s'étaient trop difficiles à déblayer pour l'infanterie confédérée. Une batterie d'artillerie  confédérée déclenche un « déluge d'obus et de mitraille parmi eux, ébranlant les défenses de bois au-dessus de leur tête, et rendant leur nid trop chaud pour y rester... ». Finalement, les troupes de Milroy sont refoulées, il retraite vers son camp à Green Spring Run près de Cheat Mountain. Les pertes de Johnson' sont élevées : 25 hommes sont tués et 97 blessés pendant les combats auxquels s'ajoutent 23 disparus.
Selon un des soldats confédérés du 52nd Virginia Infantry :
J'avais une magnifique position dans cette bataille et je pouvais voir l'ensemble des combats sans y prendre part, et je me rappelle comment je pensais que le colonel Johnson devait être le plus merveilleux des héros dans le monde, alors que je le voyais à un endroit, où ses hommes étaient sous haute pression, prendre un fusil dans une main, faisant virevolter une grosse canne dans l'autre, il dirigeait sa ligne rapidement sur l'ennemi, le repoussant rapidement en bas de la montagne, en tuant et blessant beaucoup à la baïonnette et faisant un grand nombre de prisonniers...

## Conséquence
Johnson sera surnommé « Allegheny » Johnson en référence à ses efforts. À la fin de l'année, il reste à camp Allegheny avec cinq régiments, et Henry Heth est à Lewisburg avec deux régiments.

## District historique de camp Allegheny
Le district historique de camp Allegheny est un district historique des États-Unis incluant  un bâtiment fiscal et quatre sites fiscaux. Ce sont les ouvrages suivants : un site de huttes et de campement, un cimetière, une église, et le site de la ferme Yeager.
Il est répertorié sur le Registre national des lieux historiques depuis 1990.